# Marian Konopiński
Marian Konopiński nasceu na cidade polaca de Kluczewo, perto de Wielkopolskie, em 10 de setembro de 1907. Tornou-se um padre da arquidiocese de Poznan, que também foi vigário. Foi preso pelo regime nazista em setembro de 1939 e deportado para o campo de concentração de Dachau, perto de Munique da Baviera, na Alemanha. Cruelmente apresentados pelos torturadores de experimentos médicos em seu corpo, morreu finalmente rasgado em 1 de Janeiro de 1942.
O Papa João Paulo II em 13 de junho de 1999 levantados para o bem à honras dos altares 108 mártires da Segunda Guerra Mundial, incluindo aí Konopiński como beato, que é comemorado pelo Martyrologium Romanum, por conseguinte, em 1 de janeiro.